# Lebanon (Dakota del Sud)
Lebanon è un comune (town) degli Stati Uniti d'America della contea di Potter nello Stato del Dakota del Sud. La popolazione era di 47 abitanti al censimento del 2010.

## Geografia fisica
Secondo lo United States Census Bureau, la città ha una superficie totale di 1,37 km², dei quali 1,37 km² di territorio e 0 km² di acque interne (0% del totale).

## Storia
Lebanon era inizialmente chiamata Webb, e sotto quest'ultimo nome fu pianificata nel 1887. Il nome attuale molto probabilmente deriva da Lebanon, New York, anche se alcuni sostengono che prende il nome dal Monte Libano nell'Asia occidentale.

## Società

### Evoluzione demografica
Secondo il censimento del 2010, la popolazione era di 47 abitanti.

### Etnie e minoranze straniere
Secondo il censimento del 2010, la composizione etnica della città era formata dal 91,49% di bianchi, lo 0% di afroamericani, il 4,26% di nativi americani, lo 0% di asiatici, lo 0% di oceanici, lo 0% di altre razze, e il 4,26% di due o più etnie. Ispanici o latinos di qualunque razza erano lo 0% della popolazione.